# Poliamină
O poliamină este un compus organic în care se regăsesc mai mult de două grupe aminice. Alchil-poliaminele se regăsesc în natură, dar pot fi și sintetice, fiind incolore, higroscopice și hidrosolubile. În apropiere de pH-ul neutru, se regăsesc sub formă de ion amoniu.

## Naturale
Poliaminele cu greutate moleculară mică se regăsesc în toate formele de viață. Cele mai comune exemple sunt spermidina (o triamină) și spermina (o tetraamină), înrudite structural și din punctul de vedere al biosintezei cu două diamine, putresceina și cadaverina. Metabolismul poliaminelor este reglat sub influența activității enzimei ornitin-decarboxilază (ODC). Poliaminele se regăsesc în concentrații mari în creierul mamiferelor.

Spermidină
Spermină